# St-Quentin (Brières-les-Scellés)

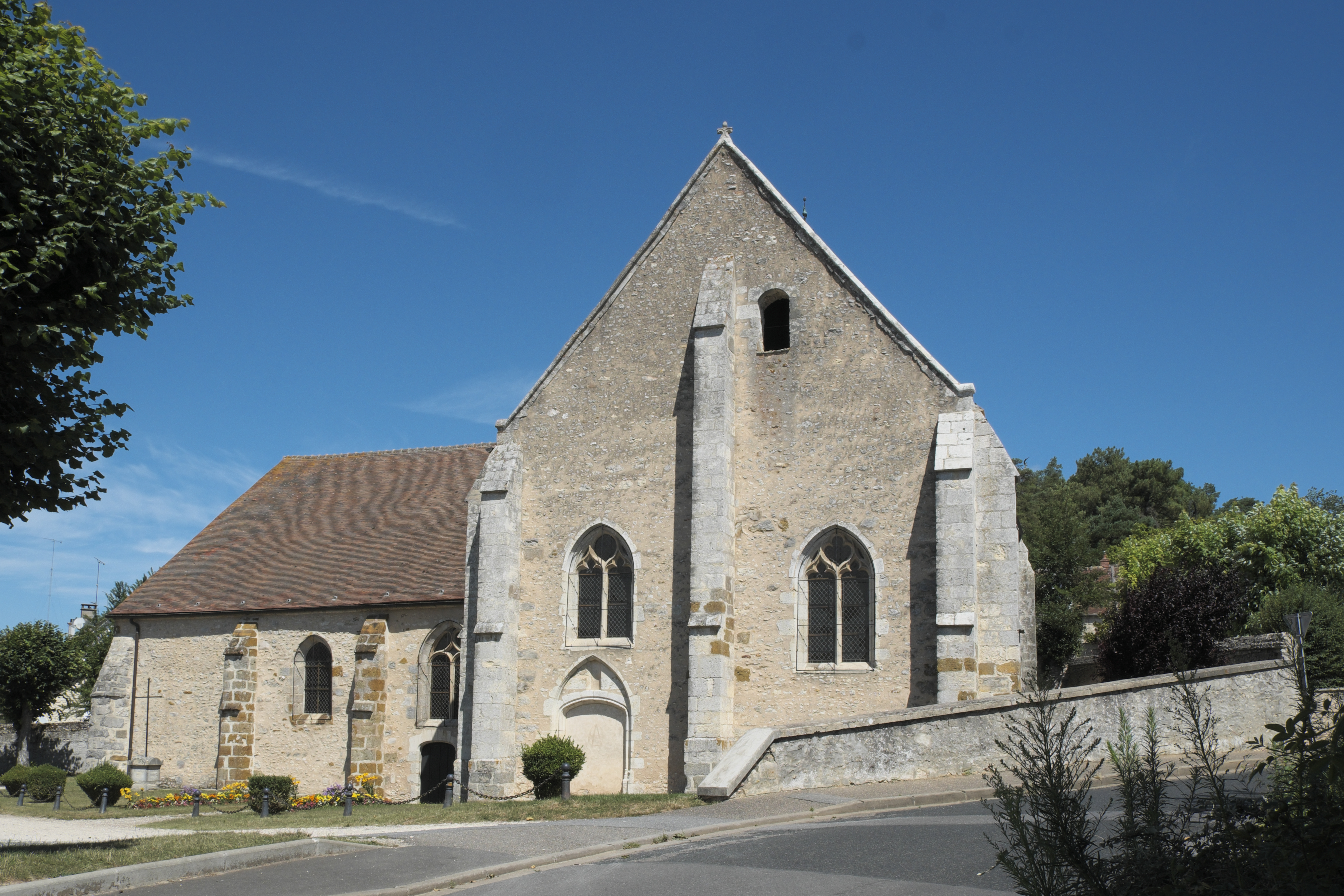
Pfarrkirche Saint-Quentin, Ansicht von Süden

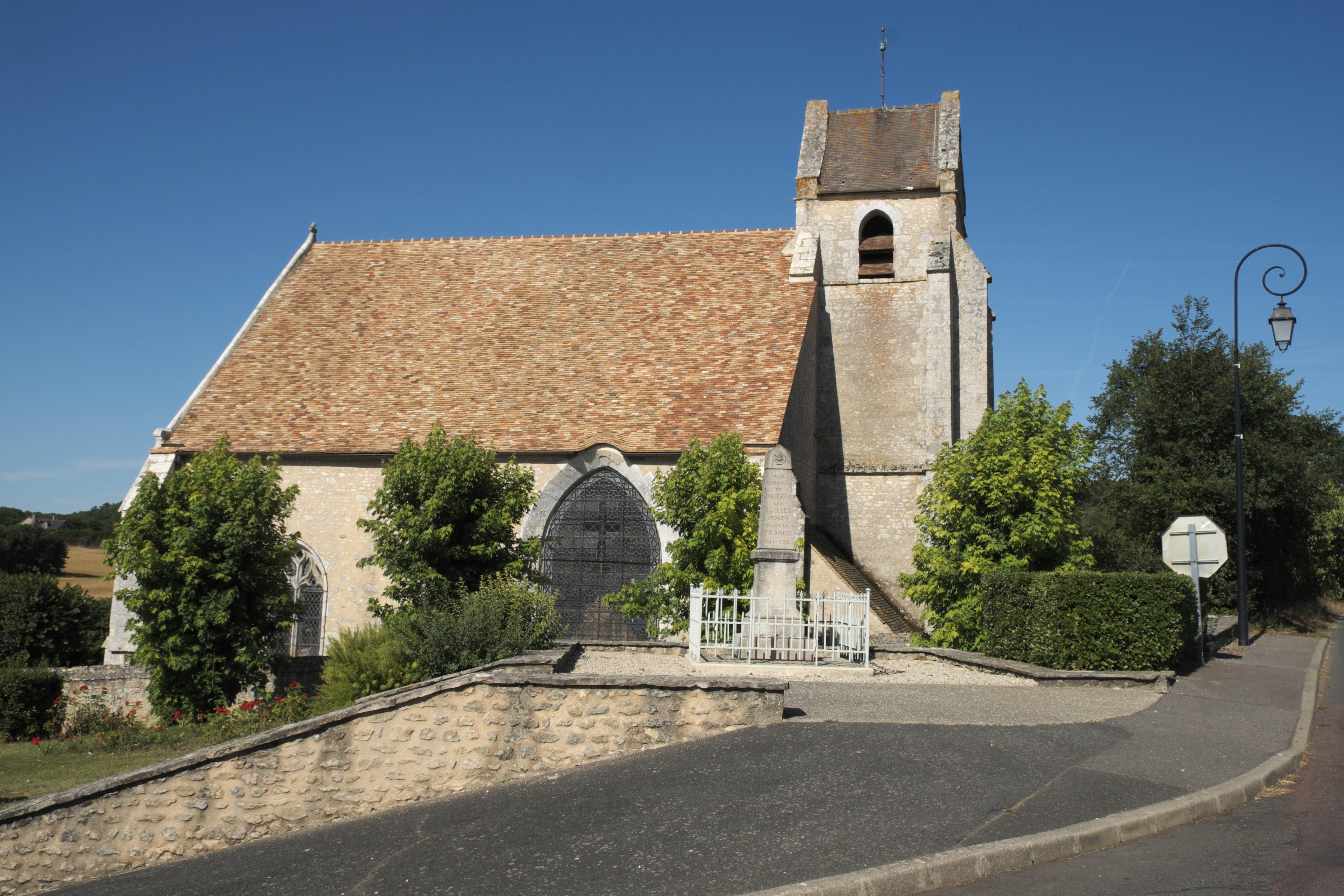
Ansicht von Osten

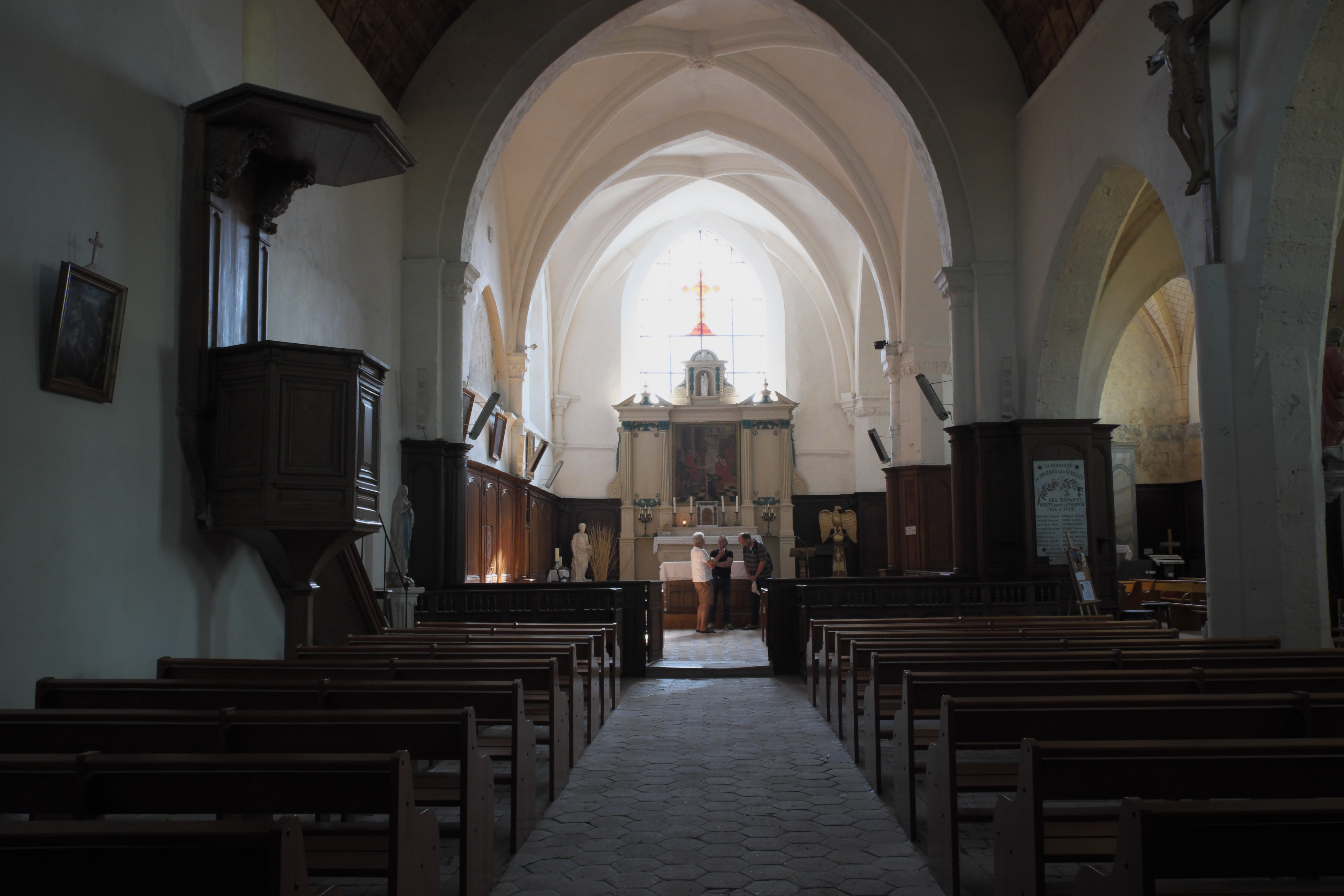
Innenraum

Die katholische Pfarrkirche St-Quentin in Brières-les-Scellés, einer Gemeinde im Département Essonne in der französischen Region Île-de-France, geht auf eine romanische Kirche aus dem 11. Jahrhundert zurück. Die Kirche ist dem heiligen Quintinus geweiht, einem Märtyrer, der im 3. Jahrhundert gelebt und der in der nach ihm benannten nordfranzösischen Stadt Saint-Quentin den Märtyrertod erlitten haben soll. 1926 wurde die Kirche als Monument historique in die Liste der Baudenkmäler in Frankreich aufgenommen.

## Geschichte
Das Hauptschiff wurde vermutlich im späten 11. Jahrhundert errichtet. Der Chor und der gedrungene, mit einem Satteldach gedeckte Glockenturm stammen aus der zweiten Hälfte des 12. Jahrhunderts. Das Seitenschiff wurde vermutlich im 15. Jahrhundert erneuert. Schriftlich belegt ist die Kirche erst ab dem 15. Jahrhundert. In den 1980er Jahren wurde die Kirche, die einzustürzen drohte, grundlegend renoviert.

## Architektur

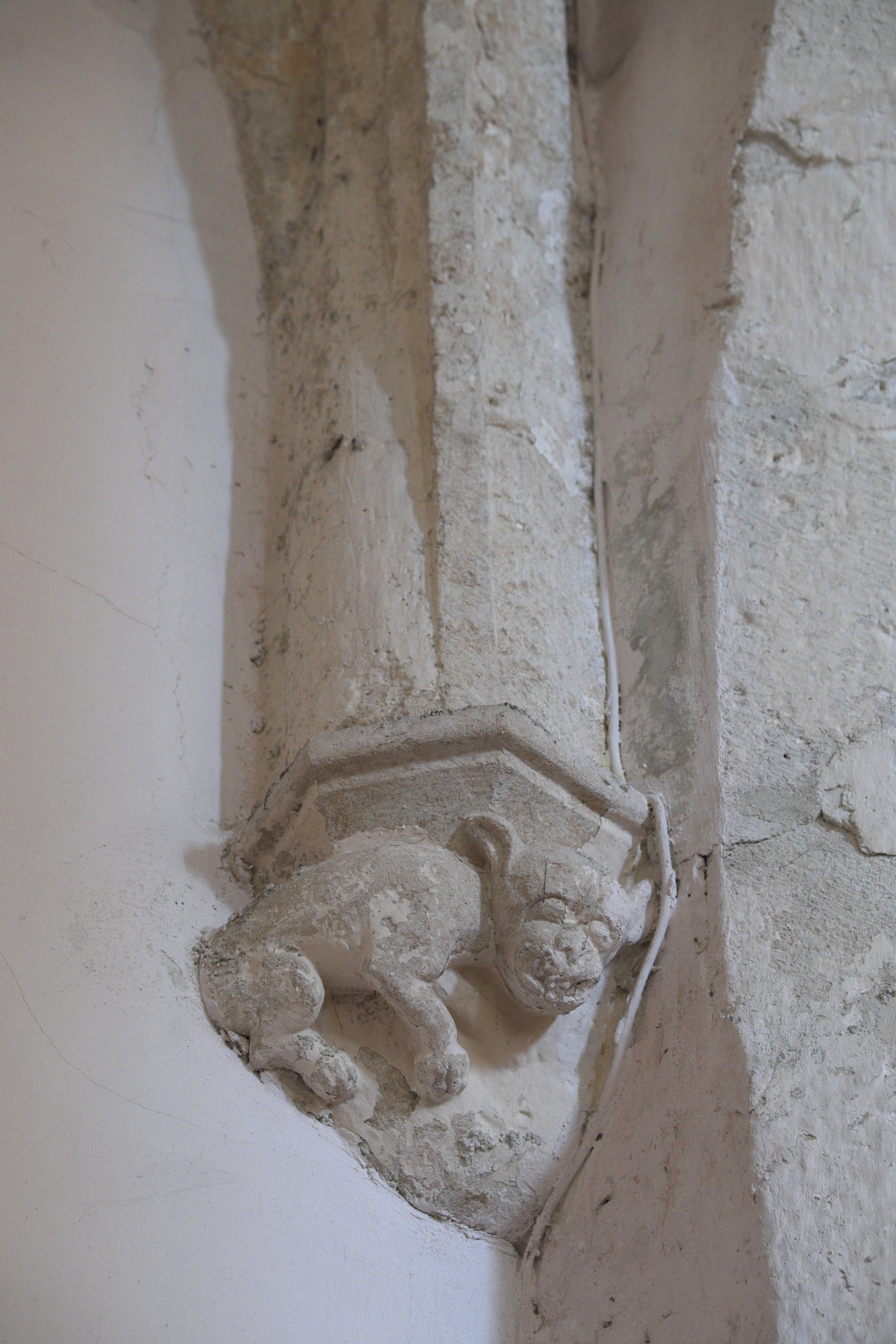
Konsole mit Tierdarstellung

Der Innenraum ist zweischiffig und in fünf Joche gegliedert. Das Hauptschiff wird von einem Tonnengewölbe aus Kastanienholz gedeckt, das schmälere Seitenschiff trägt ein Kreuzrippengewölbe. Die beiden östlichen Joche sind wesentlich höher. Sie erweitern sich auf der Südseite zu einem Querhaus und münden im Osten in einen gerade geschlossenen Chor und die Marienkapelle. Sie werden ebenfalls von Kreuzrippengewölben gedeckt, die auf Säulen mit Blattkapitellen aufliegen. Die Konsolen der Gewölberippen sind teilweise mit Tierdarstellungen versehen.

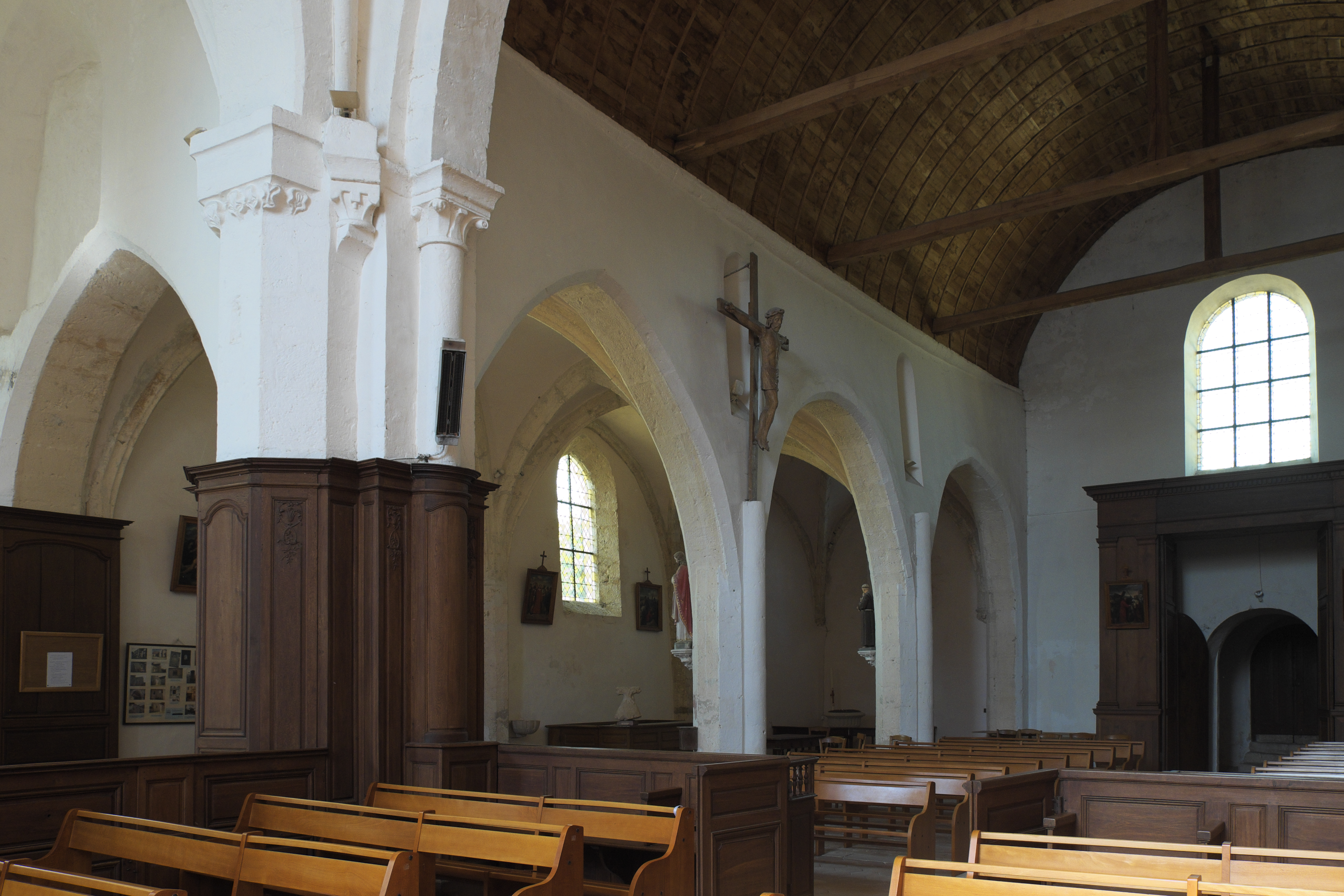
Haupt- und Seitenschiff
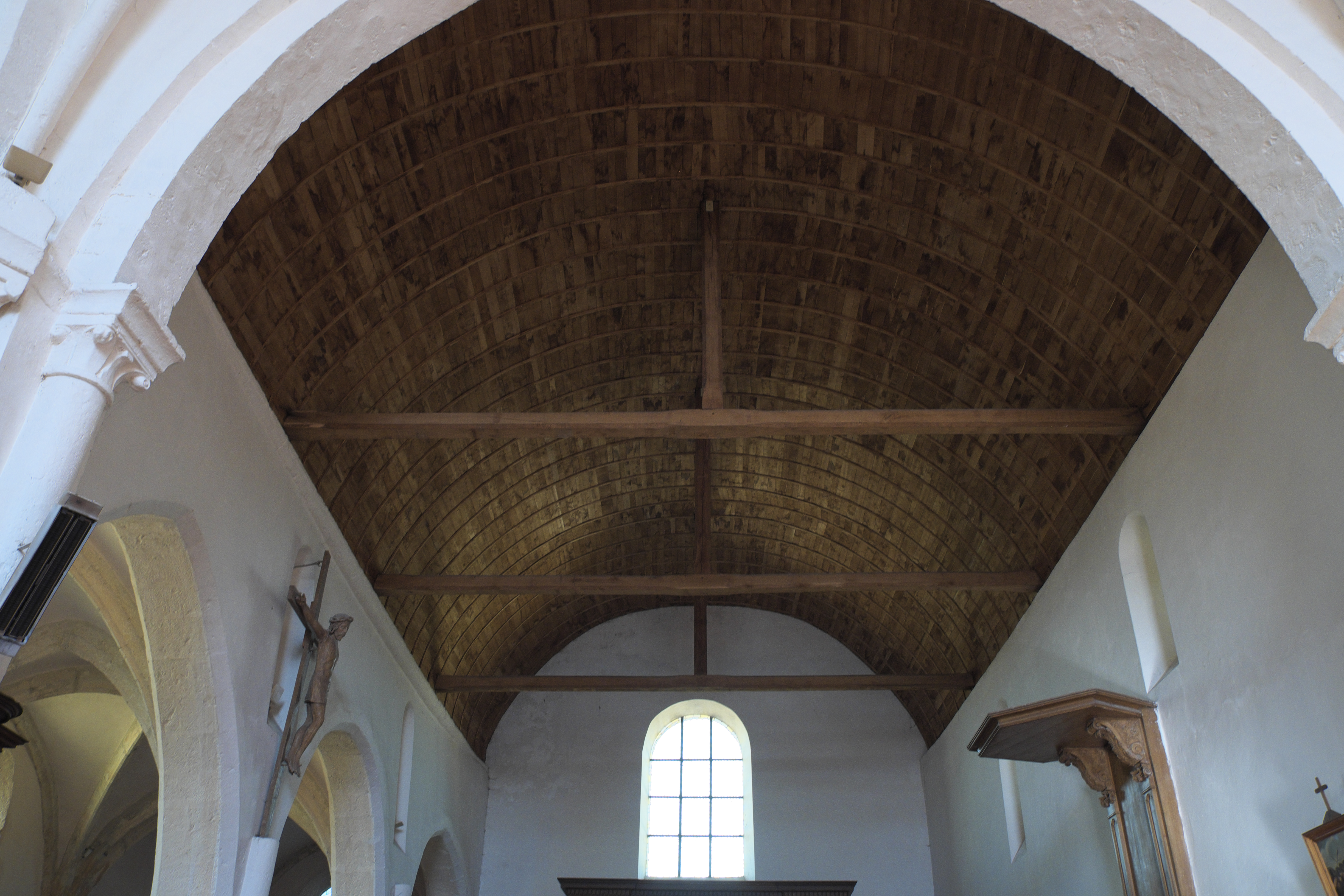
Tonnengewölbe aus Kastanienholz
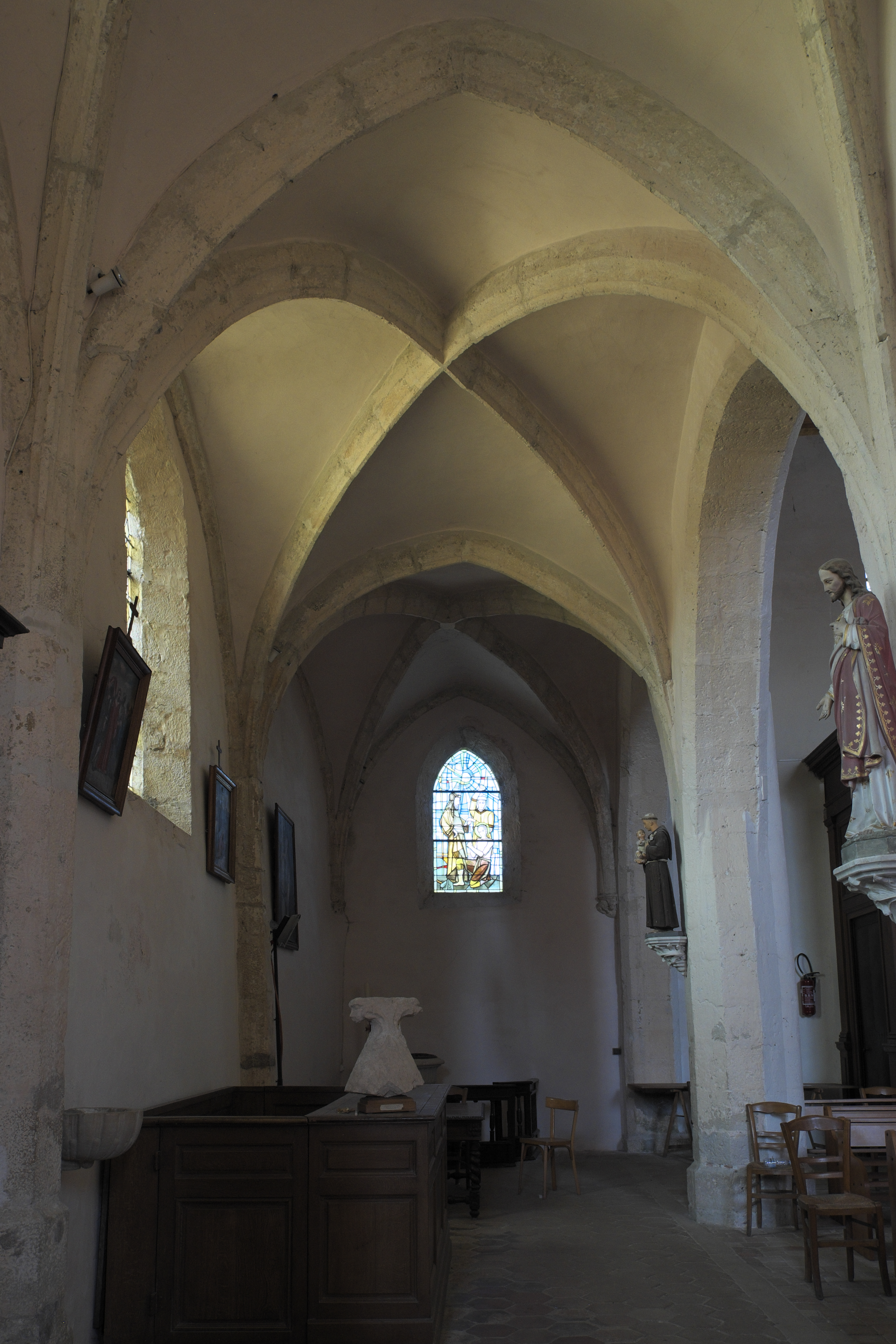
Seitenschiff mit Kreuzrippengewölbe

## Wandmalereien

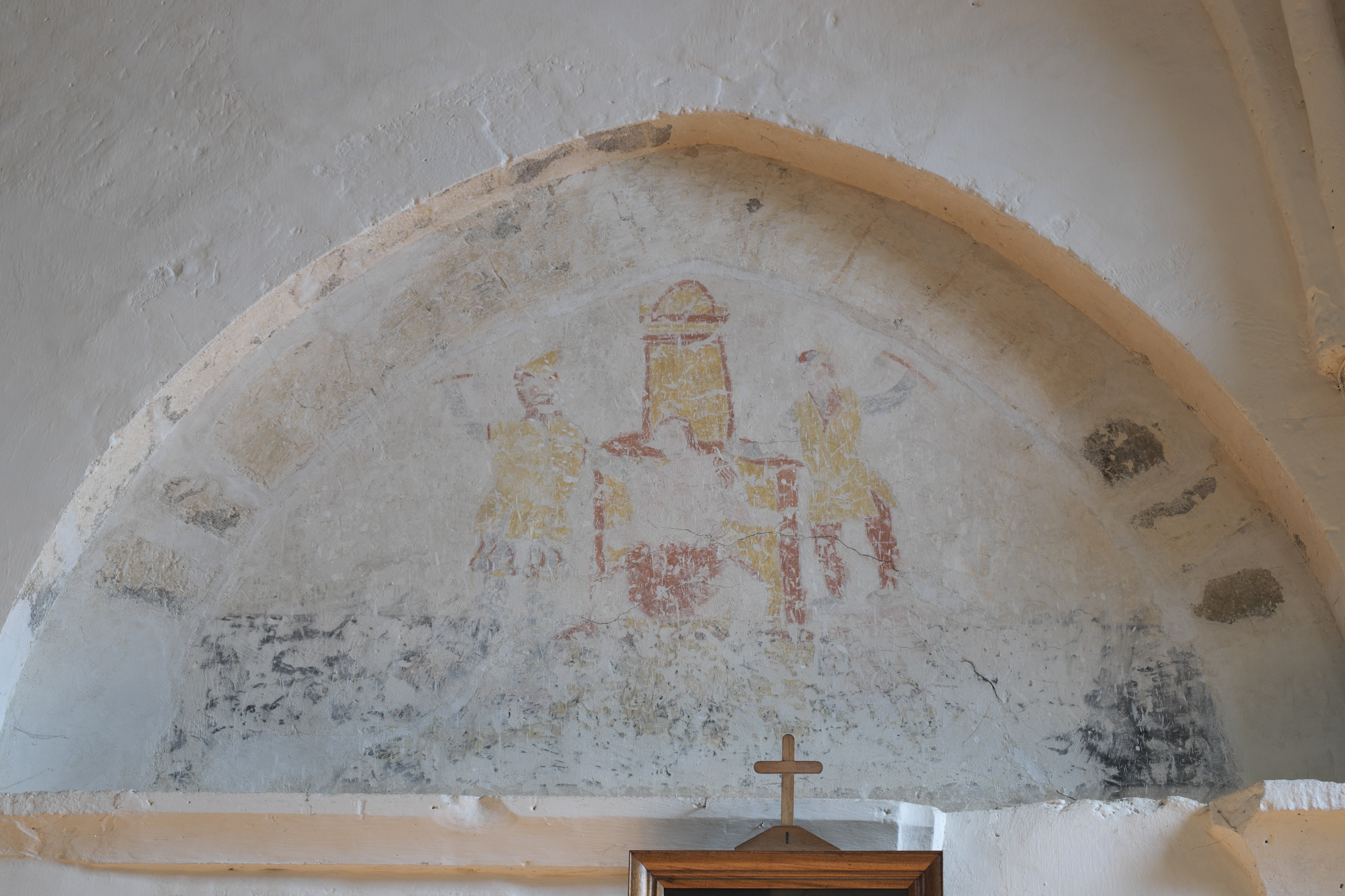
Martyrium des heiligen Quintinus

Bei der Renovierung der Kirche wurden Reste von Wandmalereien wieder freigelegt. Eine Szene stellt das Martyrium des heiligen Quintinus dar.

## Ausstattung
- Das Taufbecken aus weißem Stein wird ins 17. Jahrhundert datiert. Das ovale Becken ist kanneliert und besitzt einen holzgeschnitzten Deckel. Der elegant geschwungene Sockel ist mit einer Girlande verziert.[2]
- Die schlichte Holzkanzel mit Schalldeckel stammt ebenfalls aus dem 17. Jahrhundert und wurde im 18. und 19. Jahrhundert ergänzt.[3]
- Das Adlerpult im Stil Louis-quinze wurde im 18. Jahrhundert geschaffen. Der Sockel ist mit einer Kugel bekrönt, auf der ein Adler mit ausgebreiteten Flügeln steht.[4]
- Das Kruzifix im Hauptschiff ist eine Schnitzarbeit aus dem 19. Jahrhundert, die im Stil des 16. Jahrhunderts ausgeführt ist.[5]

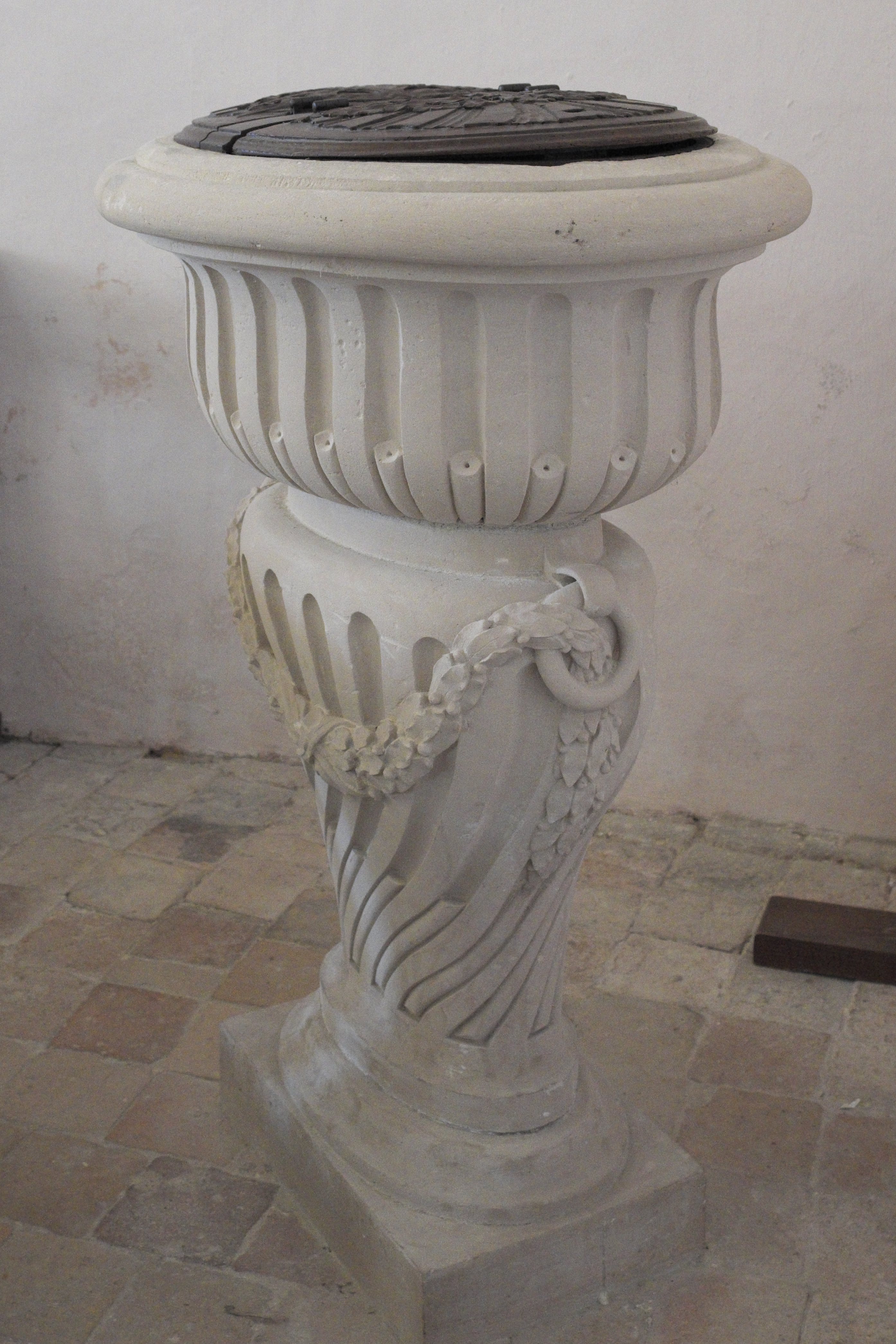
Taufbecken
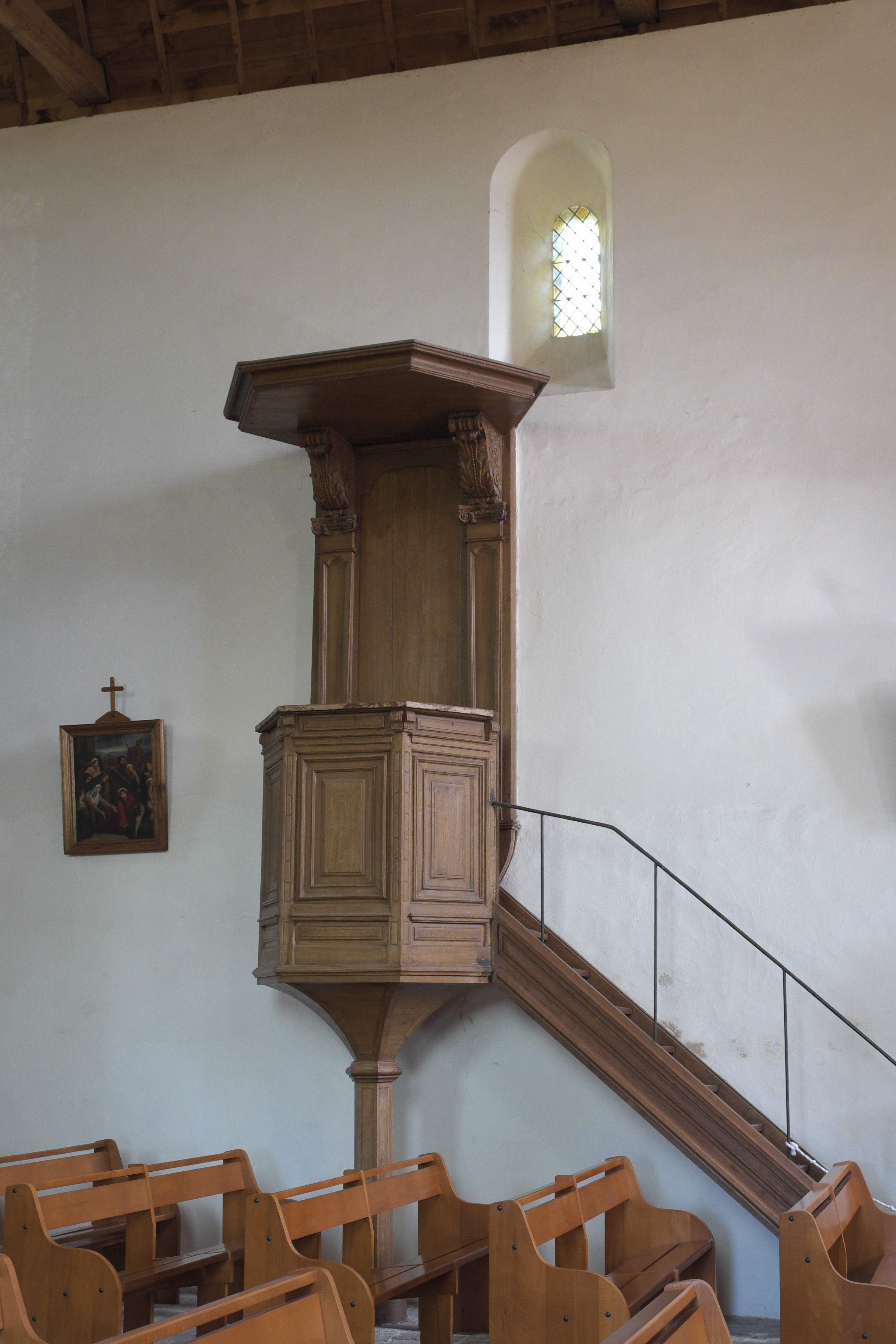
Kanzel
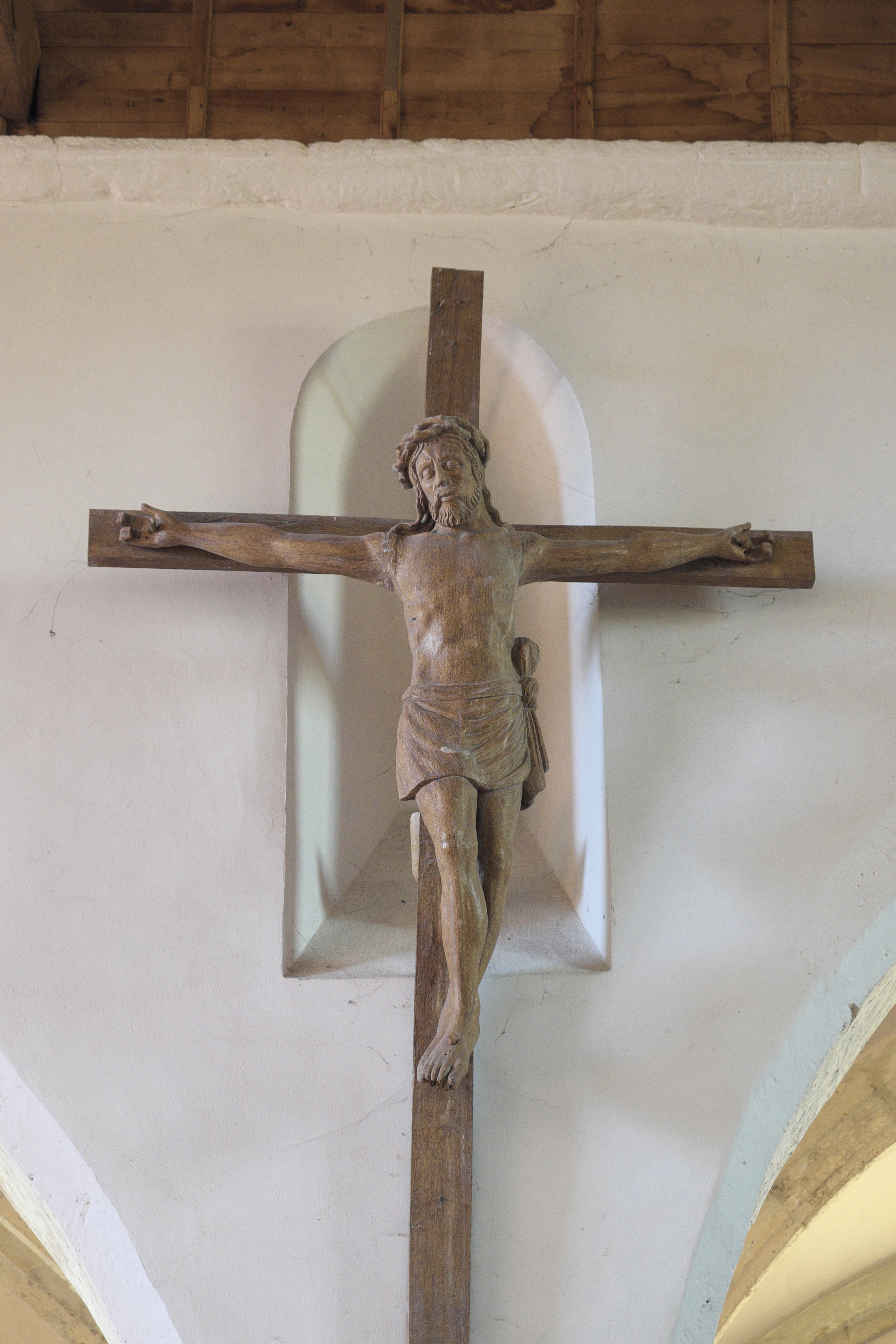
Kruzifix